# Замок Латтреллстоун

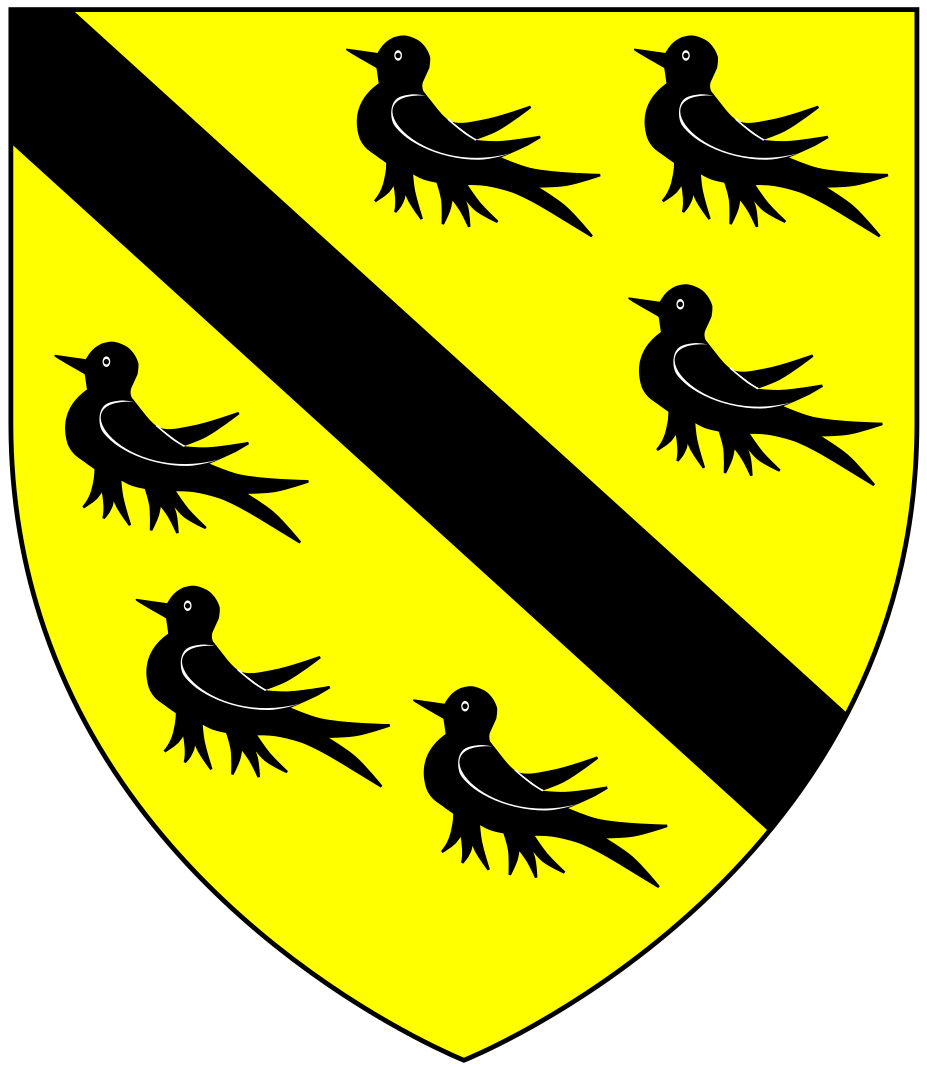
Герб лордів Латтрелл

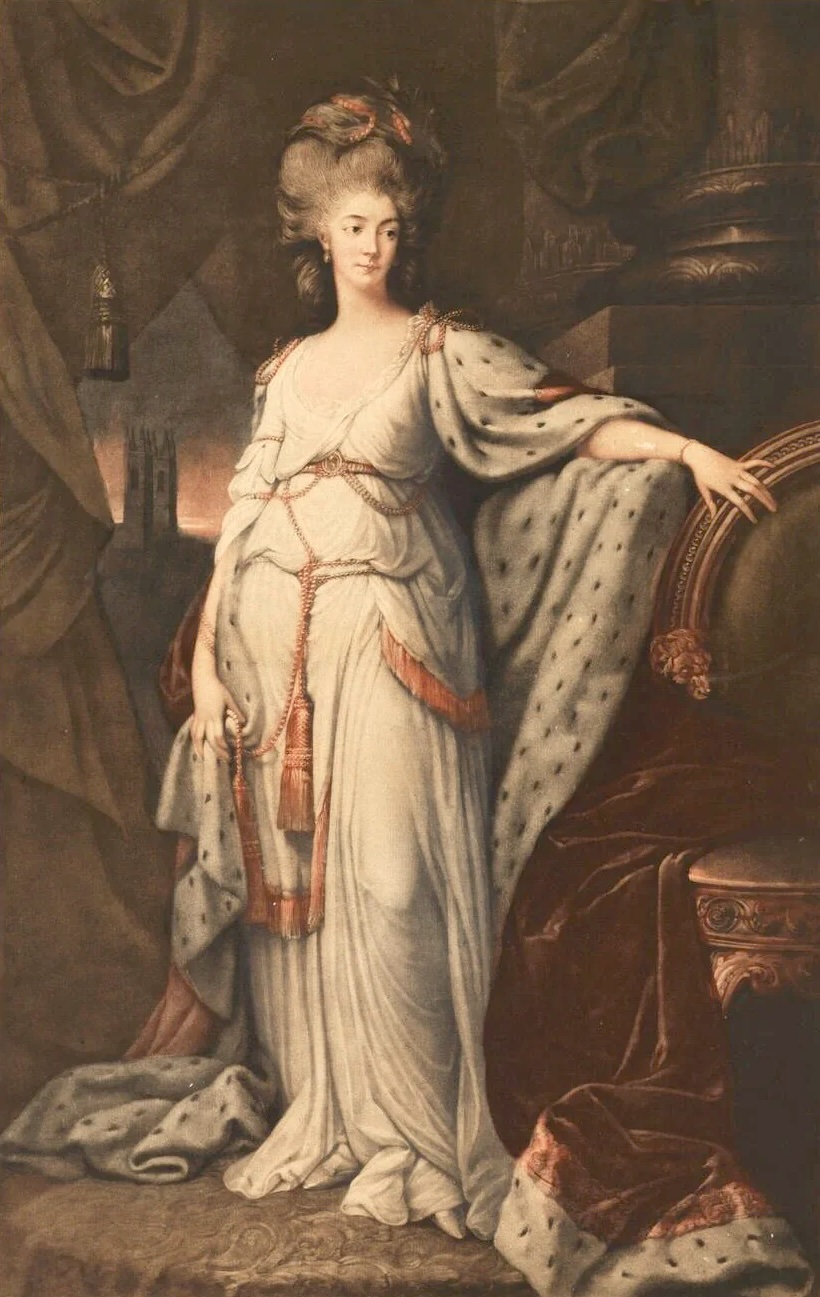
Енн Латтрелл — герцогиня Камберленд та Стратерн

Замок Латтреллстоун (англ. Luttrellstown Castle) — один із замків Ірландії, розташований у графстві Фінгал, біля селища Клонсілла. Замок був побудований у XV столітті близько 1420 року. Належав різним людям у різний час, зокрема горезвісній родині Латтрелл, книготорговцю Люку Вайту, баронам Еннейлі, родині Гіннесс, фірмі «Праймвест груп», Дж. П. МакМанусу, Джону Ман'є, Айдану Бруксу.
Замок пережив два візити королеви Вікторії в 1844 та в 1900 роках. Замок став досить відомим, коли Вікторія Адамс одружилася з Девідом Бекхемом 4 липня 1999 року в замку Латтреллстоун. Нині замок Латтреллстоун та вотчина навколо нього площею 560 акрів є сучасним п'ятизірковим готелем з полем для гольфу, заміським клубом.

## Історія замку Латтреллстоун

### Родина Латтрелл
Родина Латтрелл англо-норманського походження. Землю вотчини Латтреллстоун отримав сер Джеффрі де Латтрелл у 1210 році від короля Англії Джона Безземельного. Сер Джеффрі займав пост міністра при дворі короля Джона Безземельного, брав участь у багатьох місіях в Ірландії з 1204 по 1216 рік. Він володів замком Данстер у Соммерсетширі (Англія). Родина Латтрелл належала до найбільших землевласників XVII століття в Ірландії. Робеот Латтрелл був скарбником собору Святого Патріка і лорд-канцлером Ірландії з 1235 по 1245 роки і був одружений з леді з родини Планкетт.
Будівництво замку Латтреллстоун розпочав сер Джеффрі Латтрелл, що народився 1385 року. Сер Томас Латтрелл був головним суддею Ірландії у 1534—1554 роках, брав активну участь у ліквідації монастирів Ірландії під час Реформації. Він привласнив землі абатства Святої Марії в Кулмайн.
Полковник Генрі Латтрелл нарлдився у 1655 році й помер 22 жовтня 1717 року. Він був другим сином Томаса Латтрелла, служив в англійській армії. Він підозрювався у зраді ірландського лідера Патріка Сарсфілда, що воював за якобітів під час так званих Якобітських або Вільямітських війн. Його звинувачують у тому, що якобінські війська поспішно відійшли з позицій, отримавши неправильний наказ, і що королю Англії Вільгельму ІІІ була передана стратегічна інформація, внаслідок чого його армія швидко перейшла річку вбрід і завдала удару по армії якобітів, внаслідок чого під час битви під Авгрім у 1691 році ірландська армія зазнала жахливих втрат. Після блокади Лімеріку Латтрелл, що до того був в армії якобітів несподівано перейшов зі своїм полком на сторону вільямітів, де його радо зустріли. У нагороду він отримав маєтки, конфісковані в його старшого брата — Симона Латтрелла, у тому числі замок Латтреллстоун. Крім того, йому надали звання генерал-майора голландської армії. Проте, за зраду його наздогнала помста — він був убитий біля свого міського будинку в Дубліні на Вольстоун-стріт у 1717 році.
Полковник Симон Латтрелл — І граф Каргамптон (1713—1787) — ірландський аристократ, що став політиком у Вестмінстері. Він був другим сином полковника Генрі Латтрелла й отримав посаду лорд-лейтенанта графства Дублін.
Генрі Лоувс Латтрелл — ІІ граф Каргамптон (1743—1821) — син Симона Латтрелла — VI лорда Латтреллстоун. Він служив як член парламенту в 1768 році, а потім отримав посаду генерал-ад'ютанта Ірландії, де він став відомий своєю роллю в придушенні Ірландського повстання 1798 року. Його настільки ненавиділи в Ірландії, що він змушений був продати замок Латтреллстоун у 1800 році. Помста торкнулась навіть могили його діда — полковника Генрі Латтрелла (помер 1717) — могилу розкопали, а череп розбили. Його «популярність» в Ірландії можна проілюструвати таким випадком: у газетах Дубліна 2 травня 1811 року надрукували повідомлення про його смерть. Латтрелл почав протестувати і вимагав спростування. Спростування надрукували під заголовком «Розчарування народу» і повідомили, що, на жаль, Латтрелл досі не помер. Крім замку Латтреллстоун. Де він фактично і не жив, йому належали маєтки в Вест-Індії та маєток Пайншілл-парк у графстві Суррей, Англія.
Його сестра Енн Латтрелл (1742—1808) була знаменитою красунею свого часу, одружилась із принцом Генріхом — герцогом Камберлендом, одним із братів короля Георга III.

### Люк Вайт
Генрі Ловс Латтрелл продав замок Латтреллстоун видавцю Люку Вайту. Про нього згадують як про одного з найкращих людей в Ірландії свого часу. Він був предком роду лордів Еннелі. Люк Вайт змінив назву замку на Вудленд, щоб викорінити з Ірландії ненависне прізвище Латтрелл, але його правнук — ІІІ лорд Еннелі повернув замку назву Латтреллстоун.
У 1778 році Люк Вайт почав свою видавничу справу — видавав і поширював книги по всій Ірландії. Від час ірландського повстання 1798 року він надав уряду проголошеної Ірландської республіки кредит у розмірі 1 млн фунтів стерлінгів. Він помер у 1824 році залишивши фірму, що приносила прибуток £ 175,000 на рік.

### Лорд Еннелі
Зрештою замок і маєток перейшов до його четвертого синова, що отримав титули лорда Еннелі та пера Сполученого Королівства.
Королева Вікторія вперше відвідала замок Латтреллстоун у 1844 році на шляху до герцога Лейнстер у замок Картон-хаус. У 1900 році на шляху до Вайсрегал-лодж вона випила горнятко чаю біля водоспаду. Цю подію відзначив лорд Еннелі обеліском зі шести гранітних блоків з гір навколо Дубліна.

### Ернест Гіннесс
У 1927 році замок і садиба була куплена Ернестом Гіннессом, як весільний подарунок для своєї дочки — Ейлін Гіннесс, що вийшла заміж за двоюрідного брата — Брінслі Шерідана Планкета. Ейлін Планкет розважали з розмахом. Замок став місцем полювання та інших щедрих соціальних подій. Її племінниця — леді Керолайн Блеквуд писала про своє дитинство в цій атмосфері в книзі «Велика бабуся Вебстер».

### Приватна консорція
У 1983 році замок був проданий приватній швейцарській консорції «Праймвест». У 2006 році замок була куплена фірмою «МакМанус», якою володіли Джон Маньє та Айдан Брукс. У 2007 році понад 20 млн € було витрачено на капітальний ремонт замку, у тому числі на підготовку до чемпіонату з гольфу і на «альпійський стиль» будівлі клубу, що збудували біля замку. Але наприкінці 2008 року було оголошено, що готель та гольф клуб закриваються. Але клуб і готель не закрилися і продовжують функціонувати до цього часу.